# Mnich (Nová Bystřice)
Mnich (německy Minchschlag, Münichschlag nebo také Minichschlag) je zaniklá ves na území města Nová Bystřice v okrese Jindřichůlv Hradec. Katastrální území, na kterém tato zaniklá ves stála, se nazývá Mnich u Nové Bystřice; na tomto katastrálním území se nachází přírodní památka Mnišský rybník.

## Historie

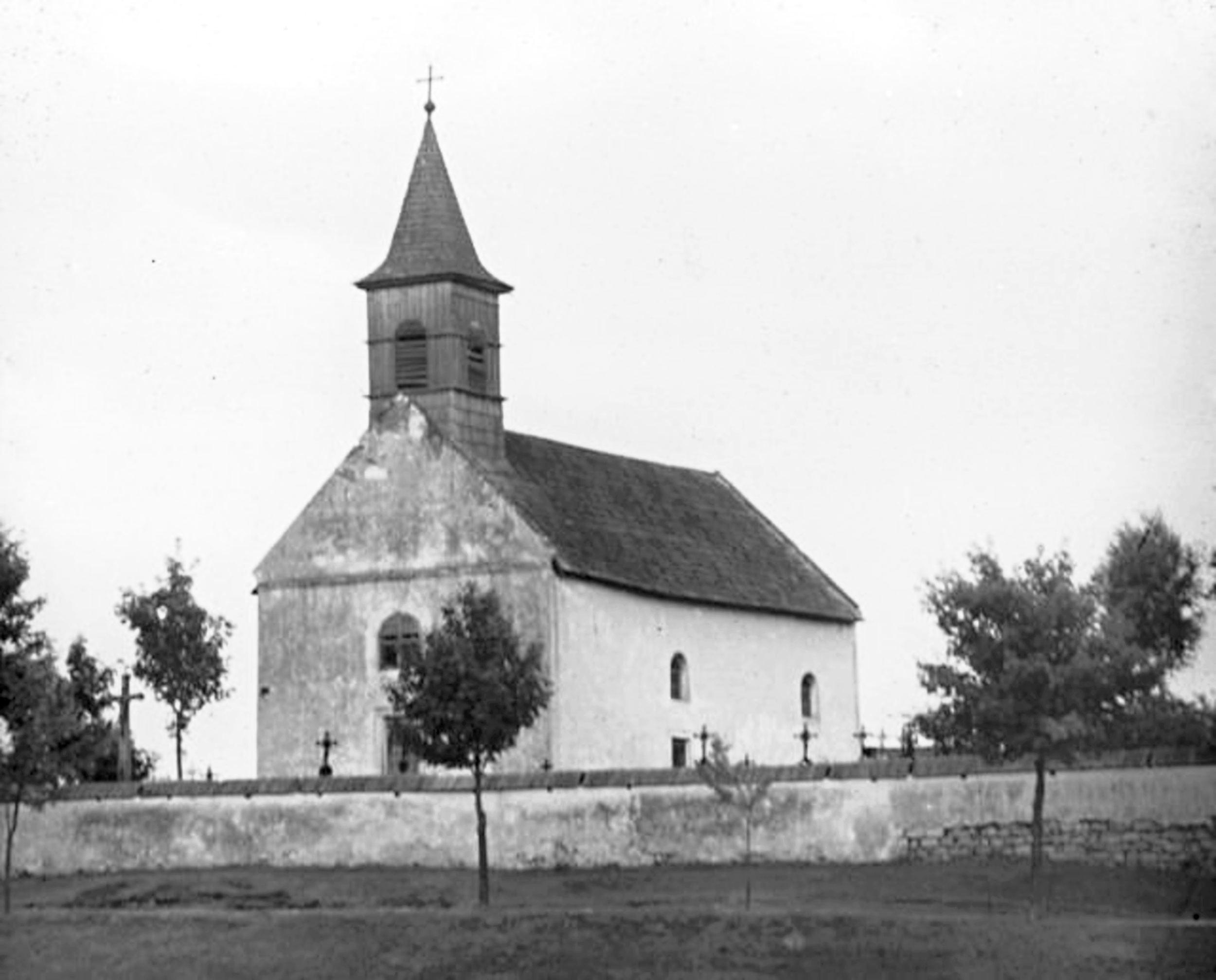
Kostel sv. Jana Křtitele

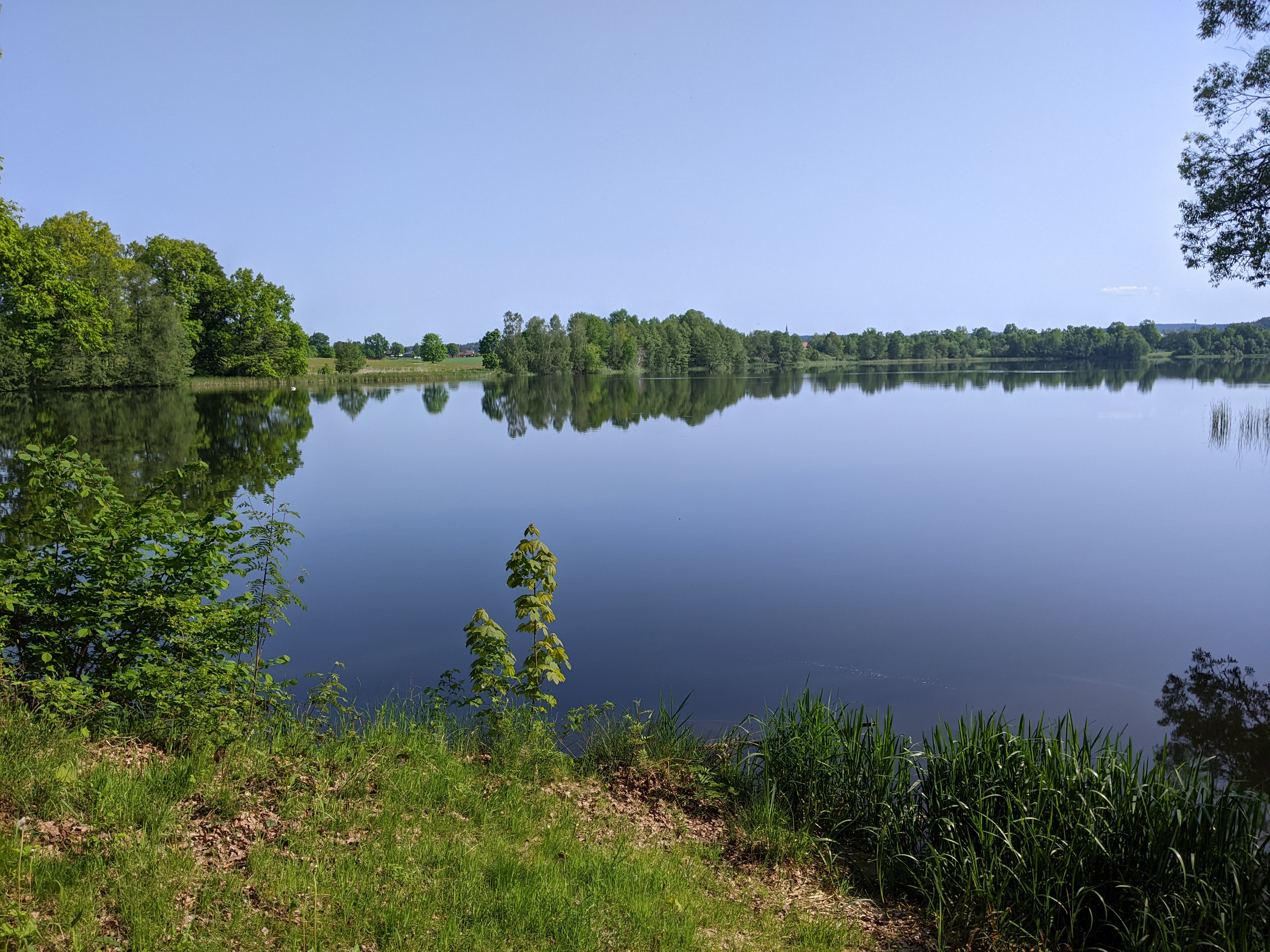
Přírodní památka Mnišský rybník

Ves byla založena v roce 1175 mnichy z Mailbergu. Byl zde původně románský kostel sv. Jana Křtitele, který byl po požáru v roce 1471 přestavěn v gotickém slohu. Další stavební úprava kostela proběhla v roce 1721. Součástí kostela byla kostnice.
V roce 1938 ve vsi žilo 354 obyvatel a stálo zde 43 domů. V letech 1938 až 1945 byla ves (v důsledku uzavření Mnichovské dohody) přičleněna k nacistickému Německu. V roce 1950 bylo území vsi zahrnuto do hraničního pásma. V roce 1952 byla obec zdemolována. Přes veškerou snahu o záchranu vzácné románskéí památky byl kostel sv. Jana Křtitele zbořen v roce 1955.